# ين يوزين
ين يوزين هي امرأة صينية معروفة بجهودها الشخصية في مكافحة التصحر على مدار 30 عامًا.

## عملها
بدأت ين يوزين رحلتها في عالم النبات بتجربة زراعة النباتات المختلفة في فناء منزلها الخلفي في عام 1985 في محاولة منها لزراعة النباتات المختلفة في التربة الرملية الجافة التي تفتقر إلى المعادن. كانت الرمال الجافة القاحلة والطبيعة المقفرة تحيط بمنزلها بينما كانت تحاول زراعة بعض النباتات في فناء منزلها الخلفي في سبيل إنتاج الطعام لعائلتها، ودفعها ذلك إلى التفكير في تحويل كل هذا إلى شيء أكثر جمالًا، وأكثر من كونها مجرد أرض تبدو صالحة للسكن. كانت ين يوزين تتطلع إلى محاربة تآكل التربة الموجود في فناء منزلها الخلفي، والذي سرعان ما تحول إلى شيء جديد تمامًا.
بدأت ين يوزين في زراعة الأشجار وسرعان ما تعلمت مدى صعوبة ذلك من خلال عملية التجربة والخطأ. وبمرور الوقت تكللت جهود ين يوزين بالنجاح مما جذب أنظار الجيران من حولها، والذين أخذوا يستعينون بها في إعادة تأهيل أراضيهم في محاولة لإعادة تشجير الطبيعة المحيطة بمنازلهم. واصلت ين يوزين عملها المثابر في زراعة أشجارها على مدار سنوات، فكانت تفضل كسر ظهرها على أن تنجح الصحراء الرملية المقفرة التي أحاطت بحياتها لسنوات طويلة في ترهيبها وإخضاعها.
اعترفت الدولة بجهود ين يوزين في عام 2005 بعدما اكتشف سكرتير الحزب المحلي نباتاتها المزروعة في الصحراء القاحلة، ووصفت ين بكونها عاملة نموذجية، وسرعان ما قدمت الدولة دعمها لها من خلال تمهيد الطرق وتركيب شبكات الكهرباء، وتزويدها بالشتلات التي طورت مشروعها وأصبح يمتد من فناء منزلها الخلفي إلى مسافة خمسة عشر ميلاً، وبعد أن كانت تعمل في زراعة الصحراء القاحلة هي وزوجها فقط صارت تقود جيشًا كاملًا لشن حرب على البيئة المقفرة التي سئمت منها.

## نشأتها
ُولدت يين يوزين في عام 1965 في قرية صغيرة من قرى بلدة جينغبيان بمقاطعة شنشي الصينية لعائلة فقيرة، وكانت الابنة الخامسة بين سبعة أشقاء، فاعتادت على الأعمال المنزلية منذ سن صغيرة بطبيعة الحال إذ كانت تساعد في تدبير أمور أشقائها. تحكي ين يوزين كيف كبرت في هذه البيئة الفقيرة، وكيف لم يكن لديها أشياء فاخرة مثل الخواتم أو القلائد أو الأقراط التي لا معنى لها لأن عائلتها بالكاد تستطيع تحمل تكلفة الملابس ناهيك عن الطعام. لم تلتحق ين يوزين بالمدرسة، وزوجها والداها في سن التاسعة عشرة لتنضم إلى أفراد عائلة باي وانشيانغ التي تعيش في صحراء مو أس في ظروف قاسية.
بدأت ين يوزين الحياة في الصحراء حيث كانت تعيش في كهف طيني، وكانت الأرض من حولها مغطاة بالحطب والخشب الميت الجاف، وسقف المنزل مبني من مجموعة متنوعة من الأخشاب المربوطة ببعضها البعض بقطع من الحبال والقش. تذكر ين يوزين المرة الأولى التي نظرت فيها إلى المنزل، حيث ظلت تبكي لمدة سبعة أيام وعاشت على شرب الماء فقط في تلك الأيام السبعة. كان استخدام أماكن معيشتها يتطلب منها الانحناء لكي تستطيع الدخول إلى منزلها وأن تثني جسدها على هيئة كرة لكي تنام. ذكرت ين يوزين أنها لم تر أي إنسان آخر في أول أربعين يومًا من العيش هناك، وفي المرة الأولى التي فعلت فيها ذلك كانت محرومة من أي تفاعل بشري آخر لدرجة أنها ركضت نحو الرجل الذي قالت إنها أخافته في النهاية.
غالبًا ما كانت تراود ين يوزين الأفكار الانتحارية ولكنها ببساطة كما ذكرت لم تكن تملك القدرة على القيام بذلك، إذ لم يكن لديها حزام لتعلق نفسها، ولم تكن هناك شجرة تلوح في الأفق لمسافة أميال. يمكن أن يعزى ذلك إلى البيئة المقفرة لصحراء مو أس، التي تمتد على مسافة 16300 ميل، والتي توصف بأنها بيئة عقيمة تأتيها الرياح لمرة واحدة في العام لتنتقل من الربيع إلى الشتاء. جعلت هذه الرياح من الصعب على الغرباء دخول القرية، مما جعل ين يوزين تعيش معزولة تمامًا عن بقية القرى المجاورة. كانت ين يوزين تفكر في مغادرة القرية في بعض الأحيان، ولكن عندما استشارت زوجها في هذا الشأن قال لها أنه لن يعيش في الصحراء وحده وتوسل إليها أن تبقى معه، فقررت ين يوزين في النهاية أن تحول إحباطها من العيش في هذه الظروف إلى عمل دؤوب من الممكن أن يغير حياتها إلى الأبد. كانت ين يوزين تفضل أن ترهق نفسها بزراعة الأشجار لمحاربة الصحراء بدلاً من التعرض للطمات بيئتها المقفرة.